# Peter Becker (Richter)
Peter Becker (* 27. September 1955 in Herborn) ist ein deutscher Jurist und ehemaliger Vorsitzender Richter am Bundessozialgericht.

## Leben
Peter Becker studierte Rechtswissenschaft, Politikwissenschaft und Soziologie in Gießen und war zehn Jahre innerhalb der hessischen Sozialgerichtsbarkeit tätig, bevor er an das Bundessozialgericht berufen wurde.
Von Februar 2003 bis Ende 2010 war er dort dem 2. Senat zugewiesen, der für Angelegenheiten der gesetzlichen Unfallversicherung zuständig ist, seit August 2008 als stellvertretender Vorsitzender des Senats. Die Tätigkeit als stellvertretender Vorsitzender des für die Grundsicherung für Arbeitsuchende zuständigen 14. Senats schloss sich an. Am 16. August 2016 übernahm Becker den Vorsitz des 14. Senats. Mit Erreichen der Altersgrenze ist er am 30. Juni 2021 in den Ruhestand getreten.
Seit 2012 ist Becker Honorarprofessor des Fachbereichs Humanwissenschaften der Universität Kassel.
Er ist Mitherausgeber der Zeitschrift Die Sozialgerichtsbarkeit.

## Schriften (Auswahl)
- Der Unterlassungszwang bei Berufskrankheiten. Dissertation. Gießen 2003.
- Gesetzliche Unfallversicherung. Beck-Ratgeber, dtv-Taschenbücher, 2004, ISBN 978-3-423-50628-1.
- Die anzeigepflichtigen Berufskrankheiten. Handbuch für Ärzte, Arbeitgeber, Versicherungsträger und Anwälte. Kohlhammer, 1. Auflage 2010, ISBN 978-3-17-020790-5.